# Paragomphus viridior
Paragomphus viridior é uma espécie de libelinha da família Gomphidae.
Pode ser encontrada nos seguintes países: Quénia, Sudão e Uganda.
Os seus habitats naturais são: florestas subtropicais ou tropicais húmidas de baixa altitude e rios.